# 帕斯基夫希納
50°30′21″N 31°55′17″E / 50.50583°N 31.92139°E
帕斯基夫什奇納（烏克蘭語：Пасківщина）是位於烏克蘭北部的村莊，由基辅州布羅瓦里區的茲胡里夫卡市鎮負責管轄。該村始建於1612年，面積3.35平方公里，海拔高度127米，2001年人口756，人口密度每平方公里225.9人。